# 앤 (영국)
앤(영어: Anne, 1665년 2월 6일 ~ 1714년 8월 1일)은 1707년 5월 1일부터, 1714년 8월 1일까지 잉글랜드-스코틀랜드 동군연합의 마지막 여왕이자 최초의 그레이트브리튼 왕국의 여왕 및 아일랜드의 여왕이다. 스튜어트 왕조의 마지막 군주이기도 하다. 브랜디를 좋아하여 ‘브랜디 낸(Brandy Nan)’으로도 알려져 있다.

## 생애

### 즉위 이전

#### 성장시기
1665년 요크 공작 제임스(나중의 제임스 2세)와 그 아내 공비 앤의 차녀로 태어났다. 언니는 메리 2세이다. 잉글랜드의 국교인 성공회 신자로 자랐지만 교육은 그다지 많이 받지 못하였고, 독서나 예술보다는 스포츠나 승마를 좋아했다. 요크 공작 궁정의 궁녀로 후에 말버러 공작부인이 되는 사라 제닝스는 소녀 시절부터 친한 친구였다.

#### 불행
1683년 7월 28일 덴마크의 크리스티안 5세의 남동생인 덴마크와 노르웨이의 왕자 요르겐과 결혼했다. 앤은 남편과의 사이에서 모두 19명의 아이를 임신했지만 14명이 유산(또는 상상임신)이나 사산으로 죽었고 2명은 태어난 그 날 중에 사망하였으며 나머지 3명도 10살까지 살지 못하는 불행을 겪었다.

#### 명예혁명
1688년 명예 혁명에서 형부인 네덜란드의 오라녜 공 윌리엄이 잉글랜드에 상륙하자 윌리엄에게 투항했다. 제임스 2세가 추방되어 언니 메리와 그 남편 윌리엄이 메리 2세와 윌리엄 3세로서 공동 통치자로 즉위하였지만, 사이가 나빴던 두 사람 사이 아이가 없었으므로 일찍부터 왕위 후계자로 주목받았다.
그러나 1692년 제임스 2세가 총애했던 장군 말버러 백작 존 처칠이 옛 군주인 제임스와 극비리에 내통한 의혹을 받고서 투옥되었을 때 말버러가 앤의 친구 사라의 남편이었으므로 앤은 그 투옥에 반대하여 메리 여왕과 사이가 벌어졌다. 이 사건 이후 앤은 메리 여왕과 관계를 끊었다.

### 재위 기간

#### 즉위
메리 2세는 1694년 이미 사망했고, 1702년에 단독 통치를 계속하고 있던 윌리엄 3세가 죽으면서 앤이 잉글랜드, 스코틀랜드, 아일랜드 여왕으로 즉위했다. 즉위식 때 "나의 모든 정성을 오로지 잉글랜드를 위해 바치겠노라"고 하여 국민의 갈채를 받았다. 부군이었던 덴마크의 조지는 여왕의 배우자로서의 지위가 주어져서 통치자로서의 군림은 실시하지 않았다.

#### 전쟁
앤 여왕이 즉위 했을 때 선왕의 생전시 시작된 스페인 왕위 계승 전쟁이 본격화되어 잉글랜드는 네덜란드와 함께 오스트리아와 동맹하여 프랑스 및 스페인과 싸우게 되었다. 앤 여왕은 친구의 남편 말버러 백작을 잉글랜드군 총사령관에게 임명하여 플랑드르·독일에 파견하였고 말버러 백작의 친구 시드니 고돌핀을 백작으로 임명하여 전쟁을 수행시켰다.
말버러 백작은 네덜란드 전선(현재의 벨기에)에서 큰 전공을 세웠고, 앤 여왕은 그를 말버러 공작으로 서임했다. 1704년에는 말버러 공작은 남 독일에서 행해진 블렌하임 전투에서 프랑스군을 물리치는 대전과를 얻었고 그 후에도 플랑드르 방면에서 전승을 거듭했다.
또 스페인과의 싸움에서는 잉글랜드 함대가 스페인의 지브롤터를 함락 시켰다. 북아메리카의 식민지에서 펼쳐진 잉글랜드와 프랑스의 전쟁은 앤 여왕전쟁으로 불리고는 있지만 아직 통일된 용어는 아니다.

#### 스코틀랜드와의 합병
전쟁 중이었던 1707년 5월 1일에 잉글랜드·스코틀랜드 양국의 연합법이 체결되어 제임스 1세이래 100년에 걸쳐 동군연합으로 묶여 온 양국은 정식으로 통합된 그레이트브리튼 왕국이 되었고 앤 여왕은 그 최초의 군주가 되었다.

### 말년

#### 말버러 공작의 실각
말버러 공작 부인이 된 앤 여왕의 친구 사라는 여왕의 측근으로 남편의 대변자가 되어 계속해서 전쟁을 수행할 것을 여왕에게 조언했지만, 점차 여왕은 평화 추진파에게 마음이 기울기 시작하여 결국 사라를 싫어하게 되었다. 1710년 앤 여왕은 마침내 사라를 궁정으로부터 추방한다. 또 같은 해에 행해진 선거 결과 평화 추진파의 보수당이 정권을 차지했다. 이 사건의 결과로 말버러 공작의 군자금 횡령 의혹의 조사를 하였고 다음 해에 횡령이 보고되어 말버러 공작은 실각하였다. 주전론자 말버러의 실각으로 스페인 계승 전쟁은 평화교섭이 개시되어 1713년에 위트레흐트 조약이 체결되었다. 이 조약으로 영국은 지브롤터 등의 여러 해외 영토를 획득하여 현재까지 영유하고 있다.

#### 후계자
또 앤 여왕에게는 성년의 자식이 없었기 때문에 앤의 즉위 전부터 장래, 왕의 후계자 문제가 되었다. 앤 여왕에게는 아버지 제임스 2세를 따라 프랑스에 망명한 이복 남동생 제임스가 있었지만 그는 로마 가톨릭 신자였으므로, 전제 부활을 경계하는 개신교도 중심의 의회 세력은 그의 즉위를 바라지 않았다. 그리하여 스튜어트 왕조의 피를 이을 개신교도인 제임스 1세의 외손녀 소피아(하노버 선제후 왕비 조피, 앤 여왕에게는 내척되는 5촌 아주머니)의 자손이 계승자가 되어야 할 것을 정한 법률이 의회에서 제정되었다.

#### 죽음
앤 여왕이 1714년에 본태성 고혈압과 염증성 장질환으로 사망하자 내종오촌 아주머니 조피의 장남이며 앤 여왕의 먼 친척 오라버니뻘인 하노버 선제후 게오르그 루트비히가 조지 1세로 즉위함으로써 스튜어트 왕조는 단절되었다. 앤은 복부비만 체질로 어디를 가더라도 가마를 타고 다녔고 만년에는 전혀 걸을 수가 없을 정도로 비만이 진행되어 궁전 안을 이동할 때도 경비대장의 도움으로 휠체어를 사용하였다. 그리하여 1714년에 사망했을 때에 관이 정방형이었다고 전해진다.

## 같이 보기
- 영국의 군주